# Émile Hinzelin
Justin Charles Émile Hinzelin, né à Nancy le 13 avril 1857 et mort à Flin le 10 septembre 1937, est un écrivain, journaliste, poète et romancier français. 

## Biographie
Émile Hinzelin, naît à Nancy le 13 avril 1857. Il suit des études d'abord à Nancy, puis à Paris, au Lycée Louis-le-Grand, puis à la Sorbonne. Devenu professeur de philosophie, il quitte finalement l'enseignement pour se consacrer au journalisme et à l'écriture. Il donne de nombreuses conférences et fonde en 1918 une revue La Marche de France. Auteur d'une étude sur Erckmann-Chatrian, il œuvre en la création du comité qui aboutira au prix Erckmann-Chatrian.
Sa tendance au nationalisme alsacien et son parti-pris revanchard le font comparer, dans le domaine littéraire, au caricaturiste Hansi.
En 1897, alors que Fontenoy-le-Château érige un monument à la mémoire du poète Lorrain Nicolas  Gilbert, il use, se posant en défenseur de la libre-pensée, d'un ton agressif pour écrire des articles sur l'œuvre du jeune poète satirique anti-encyclopédistes.
Il est inhumé au cimetière de Préville à Nancy.

## Œuvres
- La République républicaine, Librairie Carnet, 1904 (Monographie, texte intégral sur Gallica)
- Légendes et Contes d'Alsace, Fernand Nathan, coll. « Contes et légendes », 1913
- Cœurs d'Alsace et de Lorraine, Librairie Delagrave, 1913
- 1914 - Histoire illustrée de la Guerre du Droit en ligne sur gallica, Librairie Aristide Quillet, 1916, 3 tomes. Illustrations de François-Charles Baude.
- Notre Joffre, maréchal de France, Librairie Delagrave, 1917
- Jeanne d'Arc : pèlerinage au pays de la bonne Lorraine, Librairie Delagrave, 1922
- Erckmann-Chatrian: étude biographique et littéraire, Ferenczi, 1922
- Les Animaux historiques, Imprimerie Firmin Didot, 1925. Illustrations de Benjamin Rabier
- Les Animaux mythologiques, Librairie Delagrave, 1926. Illustrations de Benjamin Rabier
- L'Alsace, la Lorraine et la Paix, Éditions de la Marche de France, 1928
- Quand nos grands écrivains étaient petits, illustré par Job, Librairie Delagrave, Paris, 1929
- Quand le grand Napoléon était petit, illustrations de Job, Librairie Delagrave, Paris, 1932